# A rémkoppantók
A rémkoppantók (The Tommyknockers) Stephen King amerikai író 1987-ben megjelent regénye. Magyarul először az Árkádia Könyvkiadónál jelent meg a regény, Szántó Péter fordításában, 1992-ben.

## Cselekmény
A regény egy meglehetősen régi űrhajó történetét meséli el, illetve azokat a hatásokat, amelyeket egy kis Maine állambéli kisváros, Haven lakóiban vált ki. Az űrhajót Bobbi Anderson írónő fedezi föl egy erdőben, majd más haveni lakosokkal együtt elkezdi kiásni. A lakosok hamar észreveszik, hogy a tárgy furcsa hatással van rájuk: olvasni kezdenek mások gondolataiban és arra is képesek lesznek, hogy bizarr, de annál hasznosabb eszközöket eszkábáljanak maguknak. Úgy tűnik, hogy a kétmillió éves űrhajó befolyást gyakorol rájuk, bár valójában csak egy halott tárgy.
Másrészt viszont olyan fura hatások is jelentkeznek, amelyek a jelek szerint az űrhajó sötétebbik feléhez köthetők: mindenki, aki a tárgy közelébe kerül, vérezni kezd, és az űrhajó környékére merészkedő állatok mind egy szálig elpusztulnak.
Van azonban néhány ember, aki ellenáll az űrhajó erejének, és akinek gondolataiba mások nem látnak bele: így például Jim Gardener és Ev Hillman is „immunis”, mert mindkettőjük fejébe egy kis fémlemez van beültetve.
Végül, de nem utolsósorban, furcsa jelenségek történnek, miközben a tárgy egyre nagyobb része kerül felszínre: Ruth McCausland meghal, egy kisfiú, Hilly Brown öccse David Brown pedig, aki Hilly Brownhoz hasonlóan Ev Hillman unokája, nyomtalanul eltűnik. Természetesen a látszat az, hogy ezeket az eseményeket is az űrhajó valamilyen titokzatos ereje váltja ki. De Havenben Jim Gardeneren és Ev Hillmanen kívül senki sem akarja tudni, milyen erőről van szó valójában.

## Magyarul
- A rémkoppantók; ford. Szántó Péter; Árkádia, Bp., 1992

## Érdekességek
- A műben elhelyezett egy szó szerinti idézetet a Queen együttes Hammer to Fall című dalából.
- A műben különböző, kisebb-nagyobb utalások is felfedezhetők korábbi regényére (Az), filmjére (Jack Nicholson alakítására a Ragyogásban), illetve önmagát is kritika alá vette.

## Filmváltozat
1993-ban rendezte John Power. Főszereplői: Jimmy Smits, Marg Helgenberger, John Ashton